# Bestedingen
In het dagelijks spraakgebruik wordt onder bestedingen verstaan de uitgaven aan goederen en diensten. Het kopen van een brood is een besteding. 
In de economische wetenschap krijgt besteding de betekenis van aanwending van middelen voor schaarse goederen. 
In de macro-economie wordt verstaan onder bestedingen: al het geld dat in een land wordt uitgegeven. In die bestedingen kunnen vier categorieën worden onderscheiden:
- Consumptie (C) - het geld dat door consumenten wordt besteed aan consumentenproducten en diensten;
- Investeringen (I) - het geld dat door bedrijven wordt besteed;
- Overheidsbestedingen (O) - het geld dat door de overheid wordt besteed aan producten en diensten, bijvoorbeeld, het aanleggen van een industriegebied (betalingen voor bijstandsuitkeringen horen wel bij de overheidsuitgaven, maar worden niet tot de overheidsbestedingen gerekend); en
- Export (E) - het geld dat door het buitenland (andere landen) in een land wordt besteed voor goederen en diensten.

De ontvangers van deze gelden zijn de leveranciers van de goederen en diensten die ermee betaald zijn. Daarom is de som van deze bestedingen per definitie gelijk aan de som van: 
- Nationaal product (Y) - alle in het binnenland aangeschafte goederen en diensten;
- Import (M) - alle in het buitenland aangeschafte goederen en diensten.

In formulevorm:
C + I + O + E = Y + M

## Belang
De bestedingen zijn een belangrijke motor van de economie. Een land kan nog zulke goede bedrijven hebben, als niemand iets te besteden heeft, of als iedereen zijn geld in de knip houdt, staat het economische leven stil. Zoals blijkt uit de verdeling van de bestedingen in vier categorieën, kunnen tegenvallende bestedingen eventueel worden gecompenseerd door extra bestedingen in andere categorieën. Zo kan bijvoorbeeld teruglopende consumptie in principe gecompenseerd worden door hogere overheidsuitgaven. Dat heeft natuurlijk ook andere effecten, die in beschouwing genomen moeten worden. 
Het verloop van de bestedingen is een kenmerk van de economische kringloop dat in de macro-economie wordt bestudeerd. Naast het belang voor de economische theorievorming, heeft dit onderzoek ook praktisch belang voor het uitstippelen van overheidsbeleid.